# Phosphoénolpyruvate carboxykinase
La carboxykinase de phosphoénolpyruvate ou phosphoénolpyruvate-carboxykinase (PEPCK) est une transférase qui catalyse la réaction chimique :
GTP + oxaloacétate → GDP + phosphoénolpyruvate + CO2.
L'ITP peut également être le donneur de phosphate dans cette réaction, qui est l'étape limitante de la néoglucogenèse. Cette enzyme se trouve chez des bactéries, des eucaryotes, avec une séquence en acides aminés spécifique à chaque espèce, et deux isoformes, cytoplasmique et mitochondriale. Chez l'humain, elle est exprimée dans le foie, les reins et les adipocytes.
En raison de sa position déterminante sur la voie métabolique de néoglucogenèse, la carboxykinase de phosphoénolpyruvate est essentielle dans l'homéostasie du glucose, comme le montrent des souris de laboratoire chez lesquelles on a pu induire une surexpression de cette enzyme, ce qui a déclenché un diabète de type 2 (non insulinodépendant). Le rôle de la PEPCK dans la néoglucogenèse pourrait être médié par le cycle de Krebs, dont l'activité s'est révélée être directement liée à l'abondance de la PEPCK. Cependant, l'activité de la néoglucogenèse n'est pas très fortement corrélée au taux de PEPCK du foie chez la souris, ce qui suggère que l'action de la PEPCK sur la néoglucogenèse serait plus complexe et impliquerait davantage de facteurs.
On a montré que la PEPCK de Mycobacterium tuberculosis active le système immunitaire chez la souris en accroissant l'activité des cytokines, de sorte que la PEPCK pourrait être un ingrédient approprié pour développer des vaccins sous-unités efficaces contre la tuberculose.
Chez l'humain, la transcription du gène de la PEPCK est inhibée par l'insuline et est stimulée par le glucagon, les glucocorticoïdes, l'acide rétinoïque et l'AMP cyclique. L'insuline, une hormone déficitaire dans le diabète, est considérée comme facteur dominant dans la mesure où elle inhibe la transcription de nombreux éléments stimulants. L'activité de la PEPCK est également inhibée par le sulfate d'hydrazine N2H6SO4, ce qui ralentit la néoglucogenèse.